# Luke Bell
Pour les articles homonymes, voir Bell.
Luke Bell, né le 21 avril 1979 à Portland (Victoria), est un triathlète australien professionnel, multiple vainqueur sur Ironman 70.3.

## Biographie
Dès son premier Ironman à Kona en 2003 à l'âge de 24 ans, il finit 5e et confirme trois années plus tard avec une 7e place.

## Palmarès
Le tableau présente les résultats les plus significatifs (podium) obtenus sur le circuit international de triathlon depuis 2003.
| Année | Compétition                  | Pays             | Position          | Temps           |
| ----- | ---------------------------- | ---------------- | ----------------- | --------------- |
| 2015  | Challenge Shepparton         | Australie        | Médaille d'or     | 3 h 51 min 23 s |
| 2015  | Ironman Australie            | Australie        | Médaille d'argent | 8 h 38 min 34 s |
| 2013  | Ironman Mont-Tremblant       | Canada           | Médaille d'or     | 8 h 26 min 6 s  |
| 2013  | Ironman Australie            | Australie        | Médaille d'or     | 8 h 30 min 23 s |
| 2011  | Ironman 70.3 Lake Stevens    | États-Unis       | Médaille d'or     | 3 h 56 min 50 s |
| 2011  | Ironman 70.3 Hawaii          | États-Unis       | Médaille d'or     | 3 h 58 min 14 s |
| 2010  | Ironman 70.3 Cancún          | Mexique          | Médaille d'or     | 3 h 59 min 46 s |
| 2009  | Ironman 70.3 Kansas          | États-Unis       | Médaille d'or     | 3 h 49 min 35 s |
| 2008  | Ironman 70.3 Lake Stevens    | États-Unis       | Médaille d'or     | 4 h 0 min 16 s  |
| 2007  | Ironman Nouvelle-Zélande     | Nouvelle-Zélande | Médaille d'argent | 8 h 27 min 41 s |
| 2006  | Ironman 70.3 Buffalo-Springs | États-Unis       | Médaille d'or     | 3 h 54 min 48 s |
| 2006  | Ironman 70.3 Californie      | États-Unis       | Médaille d'or     | 3 h 58 min 24 s |
| 2006  | Ironman 70.3 Lake Stevens    | États-Unis       | Médaille d'or     | 4 h 8 min 11 s  |
| 2006  | Ironman Brésil               | Brésil           | Médaille d'argent | 8 h 15 min 48 s |
| 2005  | Ironman Australie            | Australie        | Médaille d'argent | 8 h 31 min 17 s |
| 2004  | Ironman États-Unis           | États-Unis       | Médaille d'argent | 8 h 38 min 0 s  |
| 2003  | Half-Vineman Triathlon       | États-Unis       | Médaille d'or     | 3 h 50 min 56 s |